# Federazione pallavolistica del Turkmenistan
La Federazione turkmena di pallavolo (eng. Turkmenistan Volleyball Federation, TVF) è un'organizzazione fondata per governare la pratica della pallavolo in Turkmenistan.
Organizza il campionato maschile e femminile, e pone sotto la propria egida la nazionale maschile e femminile.
Ha aderito alla FIVB nel 1992.